# Церква Святого Миколая (Божиків)
Церква Святого Миколая в Божикові — парафія і храм греко-католицької громади Бережанського деканату Бучацької єпархії Української греко-католицької церкви в селі Божиків Тернопільського району Тернопільської области.

## Історія церкви
У 1960-х роках церкву закрили радянські органи влади. Парафія села Божиків відновила свою діяльність у лоні УГКЦ з 1990 року.
Оскільки церкву Святого Миколая не повернули греко-католикам, громада вирішила збудувати новий храм із такою ж назвою.
2 грудня 2010 року владика Тернопільсько-Зборівської єпархії Василій Семенюк здійснив чин освячення наріжного каменя, який став найбільшим жертводавцем будівництва.
23 жовтня 2011 року з благословення владики Василія Семенюка, синкел у справах мирян о. митрат Павло Репела урочисто освятив новозбудований храм.
У 1886 році парафію відвідав Галицький митрополит кардинал Сильвестр Сембратович.
9 січня 2012 року відбулася візитація Тернопільсько-Зборівського митрополита архієпископа Василія Семенюка.
Парафія має новий храм, іконостас, церковні атрибути, а також встановлено та освячено фігуру Матері Божої.
При парафії діють Вівтарна дружина (з 2005), спільнота «Матері в молитві» (з 2011) та недільна школа.

## Парохи
- о. Іван Стеткевич (1832—1865),
- о. Іларій Стеткевич (1865—1901),
- о. Іван Дурбак (1901—1910),
- о. Григорій Стаськів (1910—1912),
- о. Епіфаній Роздольський (1912—1921),
- о. Ярослав Стеткевич (1921—1928),
- о. Ярослав Літинський (1928—1944),
- о. Григорій Кубай (1944—1956),
- о. Василій Івасюк (1990—1993),
- о. Володимир Заболотний (1993—1994),
- о. Василь Ярема (1994—1995),
- о. Роман Маслій (1995—1997),
- о. Ярослав Чайковський (1997—2005),
- о. Іван Соколовський (з березня 2005).